# Wczesna encefalopatia miokliniczna
Wczesna encefalopatia miokliniczna (ang. early myoclonic encephalopathy, EME) – zespół padaczkowy objawiający się klinicznie w pierwszych miesiącach życia.
Objawy kliniczne:
- mioklonie wywołane bodźcem i spontaniczne
- ogniskowe napady lekooporne[1]

Złe rokowanie. Zapis EEG: salwa-stłumienie.